# دار البنا (المخادر)

تعديل مصدري - تعديل

دار البنا محلة تابعة لقرية المنارة، التابعة لعزلة المعشار بمديرية المخادر إحدى مديريات محافظة إب في الجمهورية اليمنية، بلغ تعداد سكانها 45 حسب تعداد اليمن لعام 2004.